# Державний реєстр наукових установ, яким надається підтримка держави
Державний реєстр наукових установ, яким надається підтримка держави — перелік науково-дослідних, науково-технічних, науково-технологічних, науково-практичних установ усіх форм власності та вищих навчальних закладів усіх форм власності, діяльність яких має важливе значення для розвитку науки, економіки і виробництва..

## Історія створення
Утворений відповідно до статті 12 Закону України «Про наукову і науково-технічну діяльність». Положення про реєстр затверджене Кабінетом Міністрів України.

## Куратор Реєстру
Організаційно-методичне забезпечення ведення Реєстру здійснював Державний комітет України з питань науки, інновацій та інформатизації, а з 2015 року — Міністерство освіти і науки України.
Наукові установи включаються до Реєстру за умови проходження державної атестації.

## Пільги для наукових установ
Наукові установи, включені до Реєстру:
- користуються податковими пільгами відповідно до законодавства України;
- не можуть змінювати наукову і науково-технічну діяльність на інші види діяльності;
- зобов'язані не менш як 50 відсотків доходу від своєї діяльності спрямовувати на проведення ініціативних науково-дослідних робіт та розвиток дослідницької матеріально-технічної бази.

## Державна комісія з питань функціонування Реєстру
При Міністерстві освіти України створена Державна комісія з питань Державного реєстру наукових установ, яким надається підтримка держави.. Міністерство визначило Порядок включення до Державного реєстру наукових установ, яким надається підтримка держави.